# Ćovdin
Ćovdin es un pueblo ubicado en la municipalidad de Petrovac, en el distrito de Braničevo, Serbia.

## Superficie
Posee una superficie de 29,31 kilómetros cuadrados.

## Demografía
Hasta 2011 la población era de 1074 habitantes, con una densidad de población de 36,65 habitantes por kilómetro cuadrado.